# Mirjana Batinić
Mirjana Batinić, hrvaška postmedijska umetnica in teoretičarka, * 1977, Split.

## Življenje in delo
Mirjana Batinić je postmedijska umetnostja, ki se ukvarja tudi z teorijo in filozofijo umetnosti. Rojena je bila v Splitu, veliko časa jedelovala v slovenskem umetniškem prostoru, trenutno živi in dela na Malti. Na številnih mednarodnih razstavah se predstavlja z interaktivnimi instalacijami, zvočnimi deli in video umetnostjo. Svoja dela je med drugim predstavila na Ars Electronici v Linzu (Avstrija), v galeriji Alkatraz, Galerija Kapelica in Moderna galerija Ljubljana,  Muzej moderne in sodobne umetnosti Reka (Hrvaška), itd. Poleg umetniškega ustvarjanja njeno delo vključuje tudi pedagoško prakso.

## Šolanje
Doktorirala je iz filozofije in teorije vizualne kulture (Fakulteta za humanistične študije Univerze na Primorskem, Koper), magistrirala iz video umetnosti in novih medijev (Akademija za likovno umetnost in oblikovanje, Univerza Ljubljana), diplomirala in magistrirala pa je tudi iz likovne umetnosti in kulture (Akademija za likovno umetnost Univerze v Splitu, Hrvaška). Je avtorica znanstvenih publikacij s področja teorije, filozofije in umetnostne zgodovine in sodeluje na mednarodno uveljavljenih akademskih konferencah (Slovenska akademija znanosti in umetnosti Ljubljana, Univerza Sorbona v Parizu, Univerza v Wroclawu).
Nekatere njene umetniške videe hrani digitalni video arhiva Postaja DIVA, ki ga ureja Center za sodobno umetnost SCCA-Ljubljana. Je članica Hrvaškega združenja vizualnih umetnikov Split, HULU.